# Papagaio-de-porto-rico
O Papagaio de Porto-rico (Amazona vittata), também conhecido como Iguaca ou papagaio-porto-riquenho, é uma ave endêmica do arquipélago de Porto Rico pertencendo ao gênero Amazona. Medindo 28–30 cm, papagaio do Porto Rico é predominantemente verde,com a testa vermelha e anéis brancos ao redor dos olhos. Duas subespécies foram descritas, (*A. v. vittata e *A. v. gracilipes †), embora  haja dúvidas sobre a forma gracilipes que vivia na Ilha de Culebra e está extinta desde 1912. Seus parentes mais próximos são o Papagaio-de-Cuba (Amazona leucocephala) e o Papagaio-de-hispaniola (Amazona ventralis). Uma das duas espécieis desse animal ainda sobrevive, porém em pouca ocorrência. O papagaio já foi abundante mas devido a destruição da vegetação de Porto Rico no século XIX para agricultura ele não é abundante atualmente.
Em 2012 o papagaio  teve o seu código genético decifrado por cientistas da Universidade de Porto Rico, em Mayagüez, após uma campanha local para arrecadar recursos que envolveu vários grupos de pessoas.O estudo com o sequenciamento genético foi publicado no periódico GigaScience no dia 28 de setembro de 2012.
O papagaio de Porto Rico estava reduzida a 13 indivíduos na década de 1970, uma quebra demográfica que se devia majoritariamente à perda de árvores antigas com cavidades para nidificação. Os biólogos iniciaram um programa de reprodução em cativeiro e começaram a instalar caixas de nidificação fabricadas com canos de PVC. Existem em 2020 centenas de aves selvagens e criadas em cativeiro, embora dois furacões devastadores em 2017 tenham causado contrariedades temporárias.